# Kuppagodu, Belur
Kuppagodu là một làng thuộc tehsil Belur, huyện Hassan, bang Karnataka, Ấn Độ.